# نیکولاس سانتوز
نیکولاس سانتوز (به انگلیسی: Nicholas Santos) (زادهٔ ۱۴ فوریهٔ ۱۹۸۰) شناگر اهل برزیل است.